# 入江徳郎
入江 徳郎（いりえ とくろう、1913年（大正2年）7月15日 - 1989年（平成元年）9月5日）は、日本のジャーナリスト、ニュースキャスター、エッセイスト。朝日新聞社論説委員、JNNニュースコープキャスター。

## 来歴・人物
福岡県遠賀郡芦屋町出身。福岡県立東筑中学校を経て、1936年（昭和11年）東京帝国大学文学部社会学科卒業後、朝日新聞社に入社。
長野支局を振り出しに社会部記者一筋に活躍。ノモンハン事件では従軍記者として死線をさまよい、事件を描いた『ホロンバイルの荒鷲』で記者としての才能を認められ、戦後の著書『泣虫記者』は話題になった。
社会部次長、週刊朝日副編集長などを経て、1961年（昭和36年）に編集委員、63年に論説委員となり、同年5月から70年4月まで朝日新聞の1面コラム「天声人語」を担当した。
1970年（昭和45年）に退社後、1983年（昭和58年）3月までTBSテレビの報道番組『JNNニュースコープ』のメインキャスターを務めた。またこれに就任する前の1960年代には、フジテレビの『テレビ新聞』にも出演していた。　
1989年9月5日、呼吸不全のため死去。76歳没。

## 著書
- 『ホロンバイルの荒鷲 ノモンハン千四百機撃墜記』鱒書房、1941年。
- 『ストライキ記者』国際出版、1948年。
- 『泣虫記者』鱒書房 1952年。のち春陽文庫。
- 『續泣虫記者』鱒書房 1952年、のち春陽文庫。
- 『泣虫記者 続々』鱒書房（ニュースマン・シリーズ）、 1953年。
- 『サムライ記者』鱒書房 （ニュースマン・シリーズ）、 1954年。
- 『輪転機は笑う』鱒書房、 1956年。
- 『現代千一夜物語』春陽堂書店、1958年。
- 『僕は一浪』秋元書房、1962年。
- 『日日の随想 書いたりしゃべったりー私の人生哲学』日本文芸社、1972年。
- 『マスコミ文章入門 よい文章を書くための24章』日本文芸社、1972年。
- 『新しい手紙文例集 年賀状の書き方付き』有紀書房、1975年。
- 『作文の技術 就職作文・ビジネス作文のすべて』実業之日本社（実日新書）、1977年。
- 『天声人語』5-6　朝日新聞社、1981年。
- 『われら熟年』社会保険出版社、1981年。
- 『マスコミの渦の中から』講談社、1983年。
- 『歩きながら笑う話』現代出版、1985年。
- 『戦後昭和史うらおもて』ミリオン書房、1986年。
- 『昭和追想 マスコミ生活50年』騒人社、1989年。

### 共著編
- 扇谷正造『書かれざる特ダネ』話社、1948年。
  - 映画『白昼の決闘』（新東宝、1950年）の原作となった。
- 編著『新世界の名文句』日本文芸社（NBハウツー・シリーズ） 1974年。

### その他
- 諷刺歌謡曲『GNP小唄』（1971年6月発売）で作詞を手掛けた（歌：早川クリ。ワーナーパイオニアL-1039W）。

- 辻本芳雄、戸川幸夫とリレー小説を執筆。これは川島雄三監督の映画『新東京行進曲』（松竹、1953年）の原作となった。